# Förderpreis Design der Landeshauptstadt München
Der Förderpreis Design der Landeshauptstadt München (vor 2011 Förderpreis für Angewandte Kunst der Landeshauptstadt München) wird seit 1980 (seit 2000 biennal) für eine künstlerisch herausragende Leistung bzw. ungewöhnliche künstlerische Position im Bereich Design verliehen.
Berücksichtigt werden alle Sparten im Bereich Design (Produkt-, Mode-, Schriftdesign usw.). Entscheidend für die Beurteilung sind die aktuellen Leistungen und das bisherige Schaffen der Künstlerin oder des Künstlers. Für die Förderpreise kommen nur Künstler in Betracht, die in München oder der Region München leben bzw. deren Schaffen mit dem Kulturleben Münchens eng verknüpft ist. Eine Eigenbewerbung ist nicht möglich. Vorschlagsrecht hat eine vom Stadtrat alle zwei Jahre neu zu berufende Kommission, bestehend aus Fachjuroren und Mitgliedern des Stadtrats. Es wird biennal ein mit 8000 Euro dotierter Preis verliehen.
Der Förderpreis Design wird zusammen mit dem Förderpreis Architektur, dem Förderpreis Bildende Kunst, dem Förderpreis Fotografie und dem Förderpreis Schmuck vergeben. Für jeden Bereich ist eine eigene Jury eingesetzt. Werke aller von der Jury vorgeschlagenen Künstler werden jeweils in einer Ausstellung in der städtischen Kunsthalle Lothringer13 gezeigt. Die Jurysitzungen, bei der die Preisträger ermittelt werden, finden in den Ausstellungsräumen statt.

## Preisträger
- 2024: Claudia Klein
- 2022: Sebastian Thies
- 2020: Leonhard Rothmoser
- 2016: Philipp Weber
- 2014: Friederike Daumiller
- 2013: Christine Wagner
- 2011: Nitzan Cohen
- 2009: David Bielander / Mari Ishikawa
- 2007: Ulrich Beckert & Georg Soanca-Pollak / Lisa Walker
- 2005: Kerstin Becker
- 2003: Thorsten Franck / Ike Jünger
- 2001: Peter Bauhuis / Gerwin Schmidt
- 1999: Kati Jünger / Bettina Speckner
- 1998: Herwig Huber / Norman Weber
- 1997: Doris Betz / Ayzit Bostan
- 1996: Karl Fritsch /  Jasmin Khezri
- 1995: Konstantin Grcic / Melanie Kölsch
- 1994: Bettina Dittelmann / Matijanca Hupfauer
- 1993: Daniel Kruger / Barbara Seidenath
- 1992: Alexandra Bahlmann / Detlef Thomas
- 1991: Gruppe Kolonne / Karen Stool
- 1990: Angela Hübel / Peter Verburg / Justine Wein
- 1989: Rudolf Bott / Christa Lühtje / Josephine Tabbert
- 1988: Christoph Jünger / Marianne Schliwinski / Silvia Ullmann
- 1987: Otto Künzli / Karen Müller / Doris Sacher
- 1986: Therese Hilbert / Karl Imhof / Peter Strassl
- 1985: Mechtild Lobisch / Michael Ody
- 1984: Jan Roth / Christina Weck
- 1983: Mira Prus / Adam W. Löffler
- 1982: Erico Nagai / Otto Baier
- 1981: Rosa–Maria Molzberger / Else Bechteler
- 1980: Eva Sperner / Tabea Wimmer